# Drapetis mazaruni
Drapetis mazaruni är en tvåvingeart som beskrevs av Smith 1963. Drapetis mazaruni ingår i släktet Drapetis och familjen puckeldansflugor. Inga underarter finns listade i Catalogue of Life.